# Esparros
Esparros est une commune française située dans l'est du département des Hautes-Pyrénées, en région Occitanie. Sur le plan historique et culturel, la commune est dans la province du Haut-Adour, autrefois incluse dans l’ancien comté de Bigorre.
Il s’agit d’une zone montagneuse constituée des prolongements occidentaux des massifs de Néouvielle et de l’Arbizon. Exposée à un climat de montagne, elle est drainée par l'Arros, l'Ayguette, le ruisseau de Bouchidet et par divers autres petits cours d'eau. La commune possède un patrimoine naturel remarquable composé de six zones naturelles d'intérêt écologique, faunistique et floristique.
Esparros est une commune rurale qui compte 166 habitants en 2022, après avoir connu un pic de population de 844 habitants en 1851..
Ses habitants sont appelés les Esparrosiens.

## Géographie

### Localisation
La commune d'Esparros se trouve dans le département des Hautes-Pyrénées, en région Occitanie.
Elle se situe à 30 km à vol d'oiseau de Tarbes, préfecture du département, à 14 km de Bagnères-de-Bigorre, sous-préfecture, et à 8 km de Capvern, bureau centralisateur du canton de Neste, Aure et Louron dont dépend la commune depuis 2015 pour les élections départementales.
La commune fait en outre partie du bassin de vie de Lannemezan.
Les communes les plus proches sont : 
Laborde (1,7 km), Lomné (2,4 km), Labastide (2,6 km), Arrodets (3,1 km), Bulan (3,6 km), Espèche (3,8 km), Avezac-Prat-Lahitte (4,0 km), Batsère (4,3 km).
Sur le plan historique et culturel, Esparros fait partie de la région des Baronnies, dont le nom est issu d’une légende selon laquelle quatre seigneurs du Moyen Âge (les barrons d’Esparros et de Lomné, le vcomte d’Asté et le sire d’Uzer) avaient pour habitude de festoyer ensemble aux sources de l’Arros, chacun d’eux gardant un pied sur sa terre et l’autre sur celle du voisin.

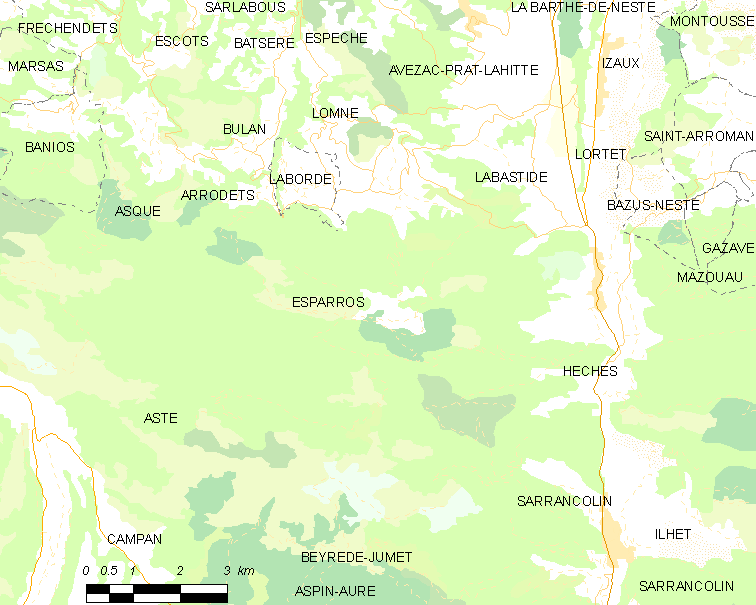
Carte de la commune d'Esparros et des proches communes.

| Laborde, Arrodets | Lomné    | Avezac-Prat-Lahitte, Labastide |
| Asque             | Esparros | Hèches                         |
| Asté              | Campan   | Beyrède-Jumet-Camous           |

### Hydrographie

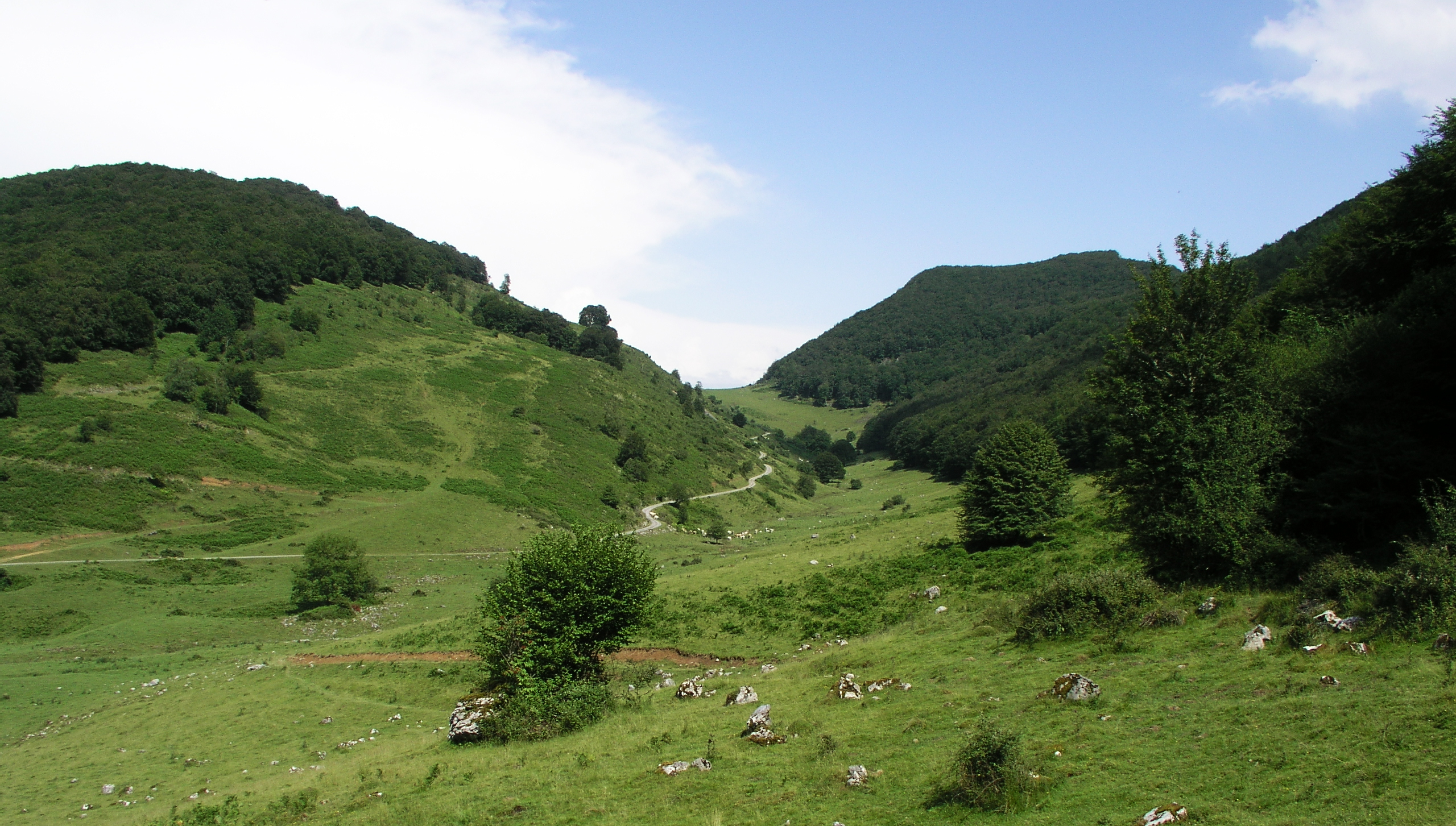
Le col de Couradabat et le vallon du Riou Serbi.

Elle est drainée par l'Arros, L'Ayguette, le ruisseau de Bouchidet, L'Aube, L'Aube, Riou Serbi, le ruisseau de l'Artigaus et par divers petits cours d'eau, constituant un réseau hydrographique de 30 km de longueur totale,.
L'Arros, d'une longueur totale de 130,8 km, prend sa source dans la commune d'Esparros et s'écoule du sud vers le nord. Il traverse la commune et se jette dans l'Adour à Izotges, après avoir traversé 54 communes.

### Climat
Le climat qui caractérise la commune est qualifié, en 2010, de « climat des marges montargnardes », selon la typologie des climats de la France qui compte alors huit grands types de climats en métropole. En 2020, la commune ressort du type « climat de montagne » dans la classification établie par Météo-France, qui ne compte désormais, en première approche, que cinq grands types de climats en métropole. Pour ce type de climat, la température décroît rapidement en fonction de l'altitude. On observe une nébulosité minimale en hiver et maximale en été. Les vents et les précipitations varient notablement selon le lieu.
Les paramètres climatiques qui ont permis d’établir la typologie de 2010 comportent six variables pour les températures et huit pour les précipitations, dont les valeurs correspondent à la normale 1971-2000. Les sept principales variables caractérisant la commune sont présentées dans l'encadré ci-après.
| Paramètres climatiques communaux sur la période 1971-2000 - Moyenne annuelle de température : 11,7 °C - Nombre de jours avec une température inférieure à −5 °C : 3,4 j - Nombre de jours avec une température supérieure à 30 °C : 5,7 j - Amplitude thermique annuelle : 14,4 °C - Cumuls annuels de précipitation : 1 174 mm - Nombre de jours de précipitation en janvier : 10,5 j - Nombre de jours de précipitation en juillet : 8,2 j |

Avec le changement climatique, ces variables ont évolué. Une étude réalisée en 2014 par la Direction générale de l'Énergie et du Climat complétée par des études régionales prévoit en effet que la  température moyenne devrait croître et la pluviométrie moyenne baisser, avec toutefois de fortes variations régionales. Ces changements peuvent être constatés sur la station météorologique de Météo-France la plus proche, « Lannemezan », sur la commune de Lannemezan, mise en service en 1970 et qui se trouve à 11 km à vol d'oiseau,, où la température moyenne annuelle est de 11,5 °C et la hauteur de précipitations de 1 159,3 mm pour la période 1981-2010.
Sur la station météorologique historique la plus proche, « Tarbes-Lourdes-Pyrénées », sur la commune d'Ossun, mise en service en 1946 et à 33 km, la température moyenne annuelle évolue de 12,2 °C pour la période 1971-2000, à 12,6 °C pour 1981-2010, puis à 12,9 °C pour 1991-2020.

### Milieux naturels et biodiversité
L’inventaire des zones naturelles d'intérêt écologique, faunistique et floristique (ZNIEFF) a pour objectif de réaliser une couverture des zones les plus intéressantes sur le plan écologique, essentiellement dans la perspective d’améliorer la connaissance du patrimoine naturel national et de fournir aux différents décideurs un outil d’aide à la prise en compte de l’environnement dans l’aménagement du territoire.
Quatre ZNIEFF de type 1 sont recensées sur la commune :
- les « Chaînon calcaire de la Bouche de Campan et soulane du Signal de Bassia » (2 055 ha), couvrant 6 communes du département[22] ;
- le « Dortoir de Milan royal d'Esparros » (202 ha), couvrant 2 communes du département[23] ;
- le « massif de Lhéris, Hautes-Baronnies » (5 455 ha), couvrant 9 communes du département[24] ;
- le « réseau hydrographique des Baronnies » (390 ha), couvrant 35 communes du département[25] ;

et deux ZNIEFF de type 2, : 
- les « Baronnies » (20 367 ha), couvrant 43 communes du département[26] ;
- le « bassin du Haut Adour » (27 303 ha), couvrant 18 communes du département[27].

## Urbanisme

### Typologie
Au 1er janvier 2024, Esparros est catégorisée commune rurale à habitat très dispersé, selon la nouvelle grille communale de densité à sept niveaux définie par l'Insee en 2022.
Elle est située hors unité urbaine et hors attraction des villes,.

### Occupation des sols
L'occupation des sols de la commune, telle qu'elle ressort de la base de données européenne d’occupation biophysique des sols Corine Land Cover (CLC), est marquée par l'importance des forêts et milieux semi-naturels (86,6 % en 2018), une proportion identique à celle de 1990 (86,6 %). La répartition détaillée en 2018 est la suivante : 
forêts (72,7 %), milieux à végétation arbustive et/ou herbacée (12,9 %), prairies (12,2 %), zones agricoles hétérogènes (1,1 %), espaces ouverts, sans ou avec peu de végétation (1 %).
L'IGN met par ailleurs à disposition un outil en ligne permettant de comparer l’évolution dans le temps de l’occupation des sols de la commune (ou de territoires à des échelles différentes). Plusieurs époques sont accessibles sous forme de cartes ou photos aériennes : la carte de Cassini (XVIIIe siècle), la carte d'état-major (1820-1866) et la période actuelle (1950 à aujourd'hui).

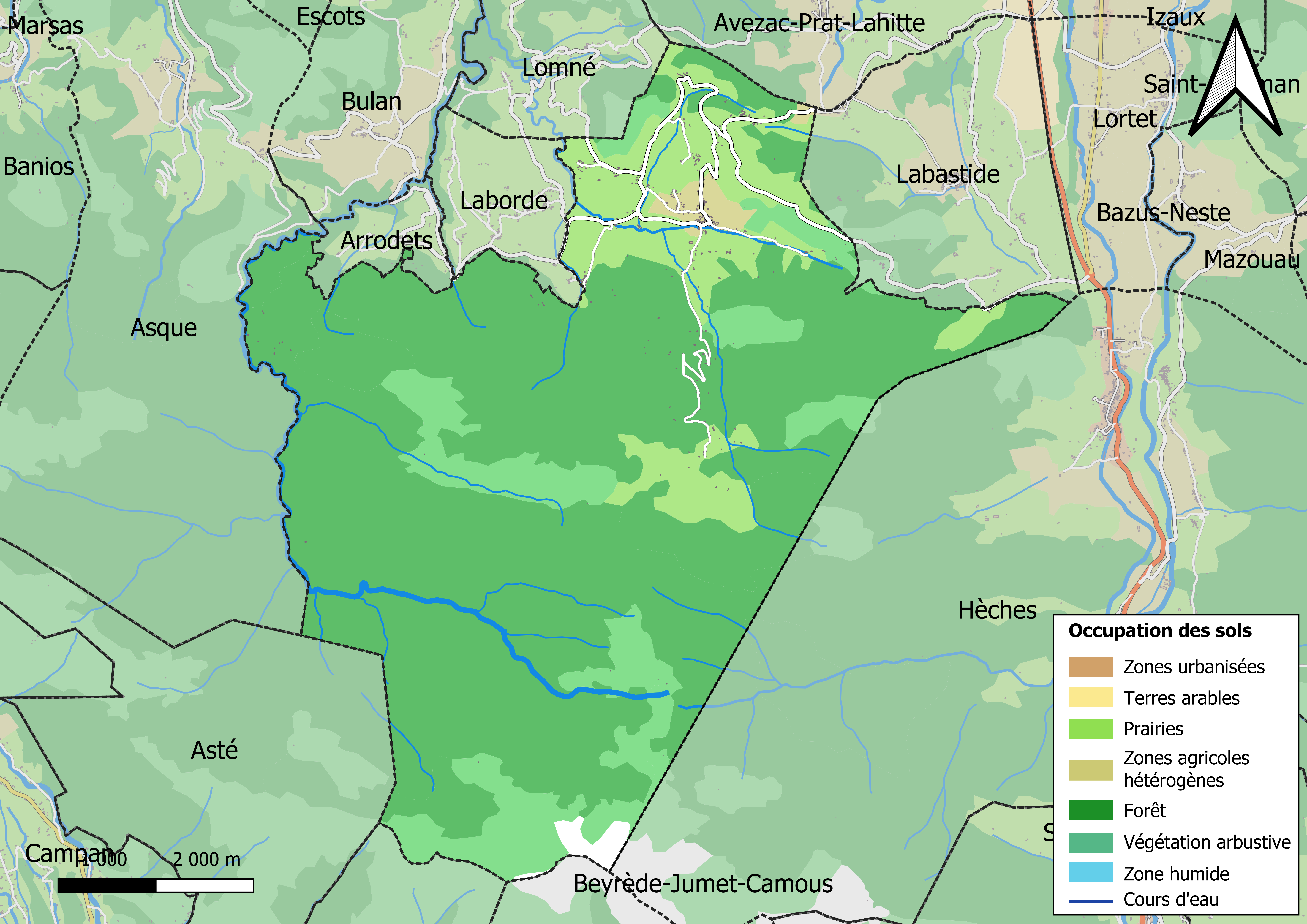
Carte des infrastructures et de l'occupation des sols en 2018 (CLC) de la commune.
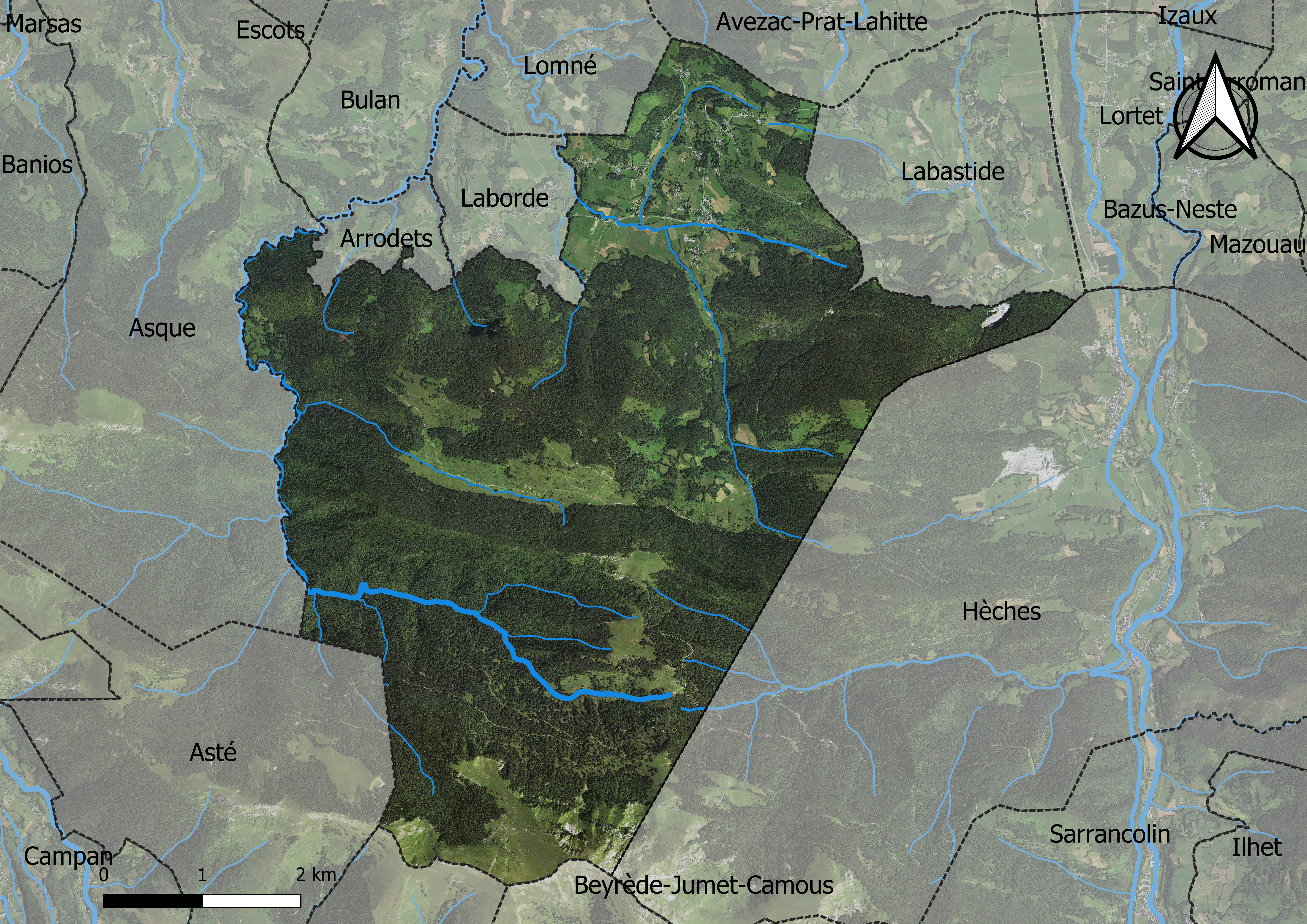
Carte orthophotogrammétrique de la commune.

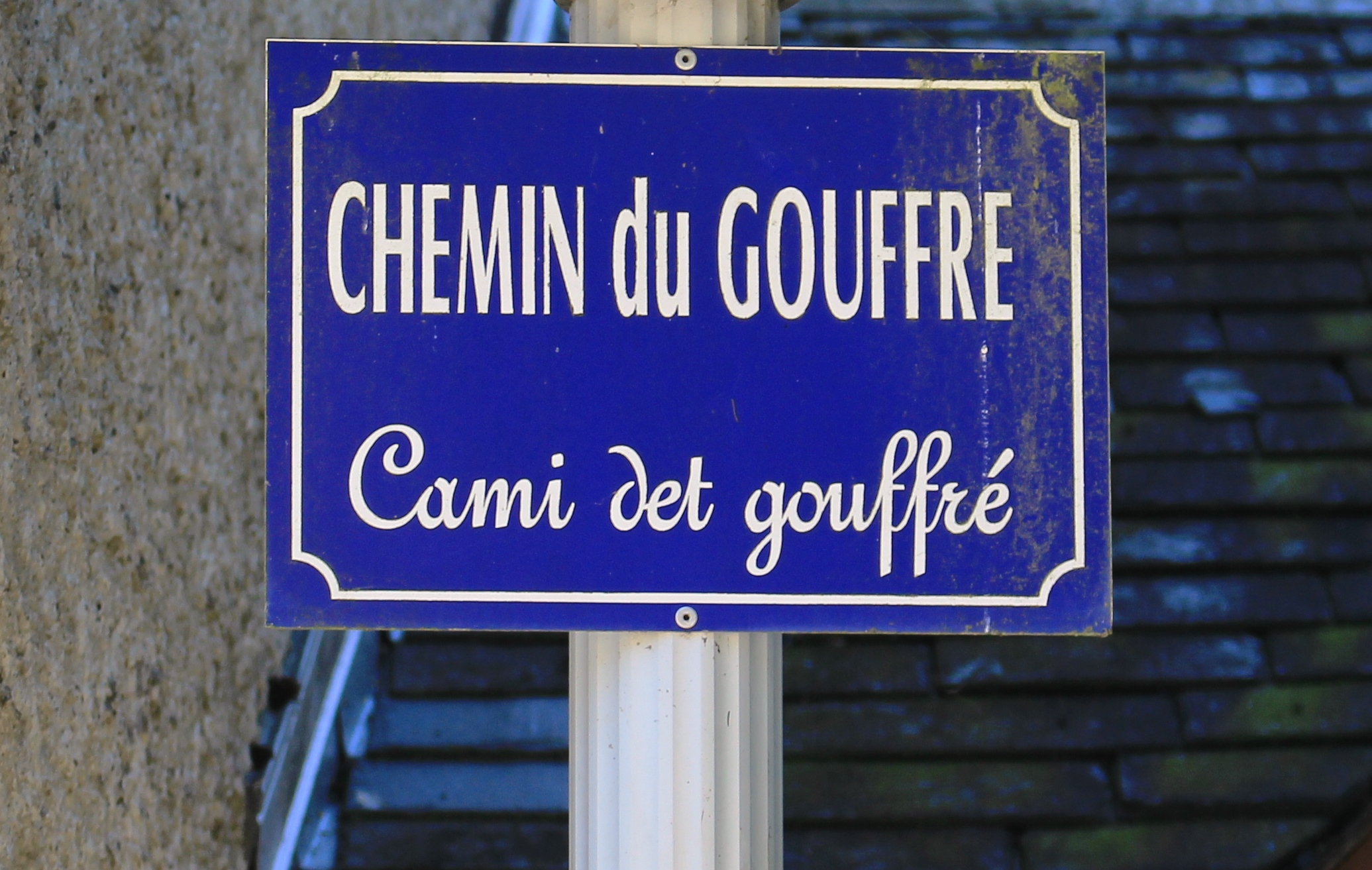
Rue du village.

### Logement
En 2012, le nombre total de logements dans la commune est de 163.

Parmi ces logements, 50,8 % sont des résidences principales, 43,1 % des résidences secondaires et 6,2 % des logements vacants.

### Voies de communication et transports
Cette commune est desservie par les routes départementales D 14 et D 26.

### Risques majeurs
Le territoire de la commune d'Esparros est vulnérable à différents aléas naturels : météorologiques (tempête, orage, neige, grand froid, canicule ou sécheresse), inondations, feux de forêts, mouvements de terrains et séisme (sismicité moyenne). Un site publié par le BRGM permet d'évaluer simplement et rapidement les risques d'un bien localisé soit par son adresse soit par le numéro de sa parcelle.
Certaines parties du territoire communal sont susceptibles d’être affectées par le risque d’inondation par débordement de cours d'eau, notamment l'Arros. La cartographie des zones inondables en ex-Midi-Pyrénées réalisée dans le cadre du XIe Contrat de plan État-région, visant à informer les citoyens et les décideurs sur le risque d’inondation, est accessible sur le site de la DREAL Occitanie. La commune a été reconnue en état de catastrophe naturelle au titre des dommages causés par les inondations et coulées de boue survenues en 1982, 1999, 2007 et 2009,.
Esparros est exposée au risque de feu de forêt. Un plan départemental de protection des forêts contre les incendies a été approuvé par arrêté préfectoral le 21 avril 2020 pour la période 2020-2029. Le précédent couvrait la période 2007-2017. L’emploi du feu est régi par deux types de réglementations. D’abord le code forestier et l’arrêté préfectoral du 27 octobre 2014, qui réglementent l’emploi du feu à moins de 200 m des espaces naturels combustibles sur l’ensemble du département. Ensuite celle établie dans le cadre de la lutte contre la pollution de l’air, qui interdit le brûlage des déchets verts des particuliers. L’écobuage est quant à lui réglementé dans le cadre de commissions locales d’écobuage (CLE)

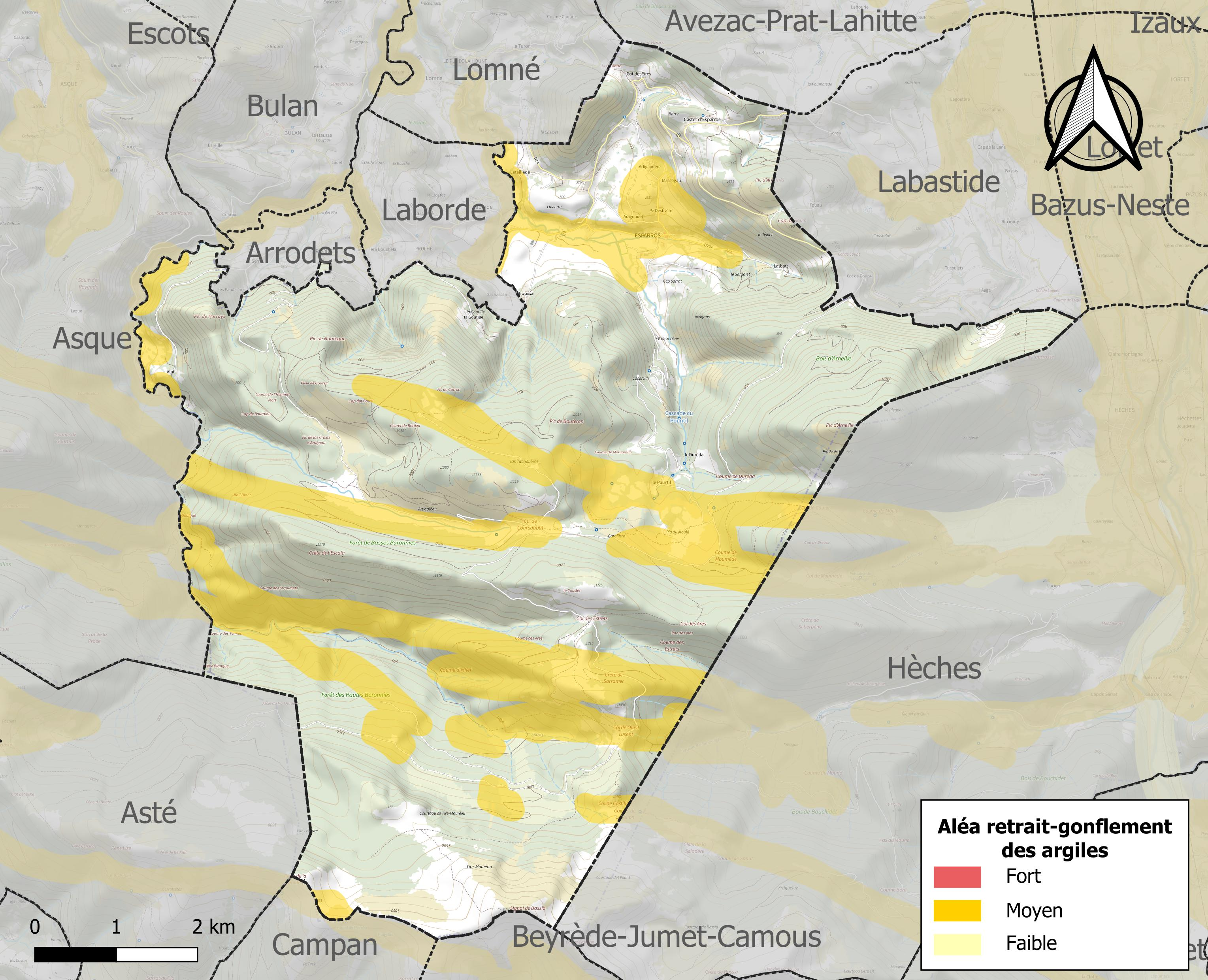
Carte des zones d'aléa retrait-gonflement des sols argileux d'Esparros.

Les mouvements de terrains susceptibles de se produire sur la commune sont des tassements différentiels.
Le retrait-gonflement des sols argileux est susceptible d'engendrer des dommages importants aux bâtiments en cas d’alternance de périodes de sécheresse et de pluie. 24,2 % de la superficie communale est en aléa moyen ou fort (44,5 % au niveau départemental et 48,5 % au niveau national). Sur les 184 bâtiments dénombrés sur la commune en 2019, 91 sont en aléa moyen ou fort, soit 49 %, à comparer aux 75 % au niveau départemental et 54 % au niveau national. Une cartographie de l'exposition du territoire national au retrait gonflement des sols argileux est disponible sur le site du BRGM,.
Par ailleurs, afin de mieux appréhender le risque d’affaissement de terrain, l'inventaire national des cavités souterraines permet de localiser celles situées sur la commune.
Concernant les mouvements de terrains, la commune a été reconnue en état de catastrophe naturelle au titre des dommages causés par des mouvements de terrain en 1999.

## Toponymie

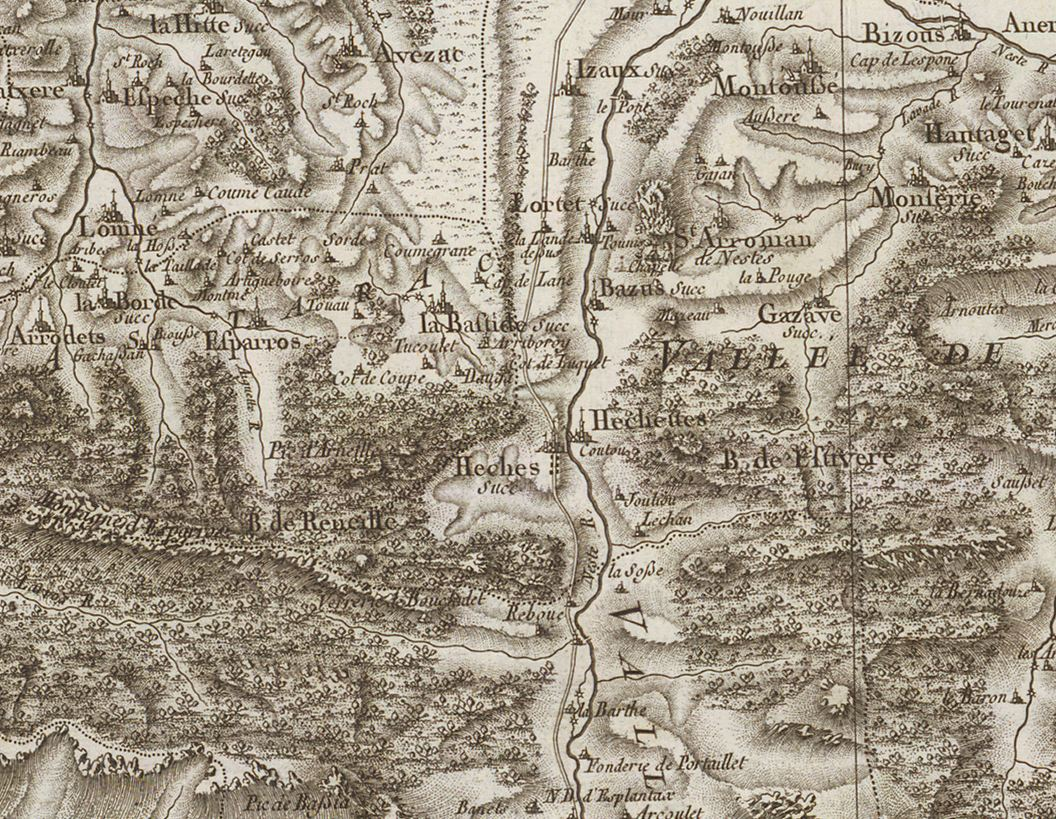
Extrait de la carte de Cassini (entre 1756 et 1789) situant Esparros à l'ouest de Hèches

On trouvera les principales informations dans le Dictionnaire toponymique des communes des Hautes Pyrénées de Michel Grosclaude et Jean-François Le Nail qui rapporte les dénominations historiques du village :
Dénominations historiques :
- Bernardus Raymundi d’Esparros, latin et gascon (1095, cartulaire de Saint-Pé) ;
- Raymundum de Sparros, latin et gascon (v. 1120-1130, cartulaire de Saint-Pé) ;
- Arramun d’Esparros, (v. 1140, livre vert de  Bénac) ;
- Rn. de-Sparos, (v. 1170, cartulaire de Bigorre) ;
- Petrus et Bernardus Raymundi de-Sparos, latin et gascon (1300, enquête Bigorre) ;
- Esparros, (fin XVIIIe siècle, carte de Cassini).

Nom occitan : Esparròs.

## Histoire

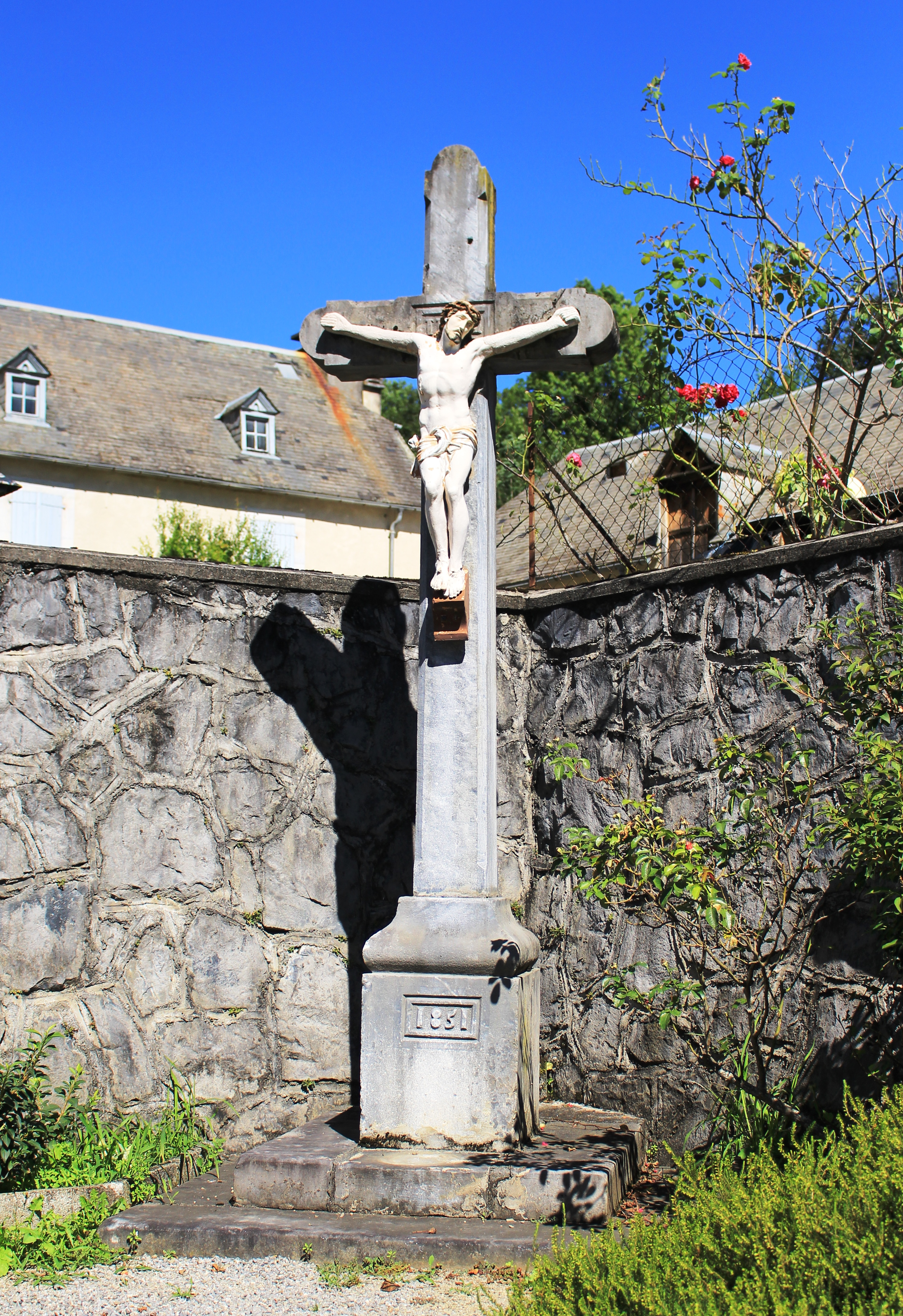
Une croix.

Esparros était le siège d'une baronnie s'étendant sur quatre paroisses (Esparros, Labastide, Laborde et Arrodets) mentionnées au XIIe siècle. C'est de la baronnie d'Esparros que vient le nom des Baronnies des Pyrénées, attribué récemment à tout le bassin du Haut Arros ; les seigneurs d'Esparros sont cités au XIe siècle.

### Cadastre napoléonien d'Esparros
Le plan cadastral napoléonien d'Esparros est consultable sur le site des archives départementales des Hautes-Pyrénées.

## Politique et administration

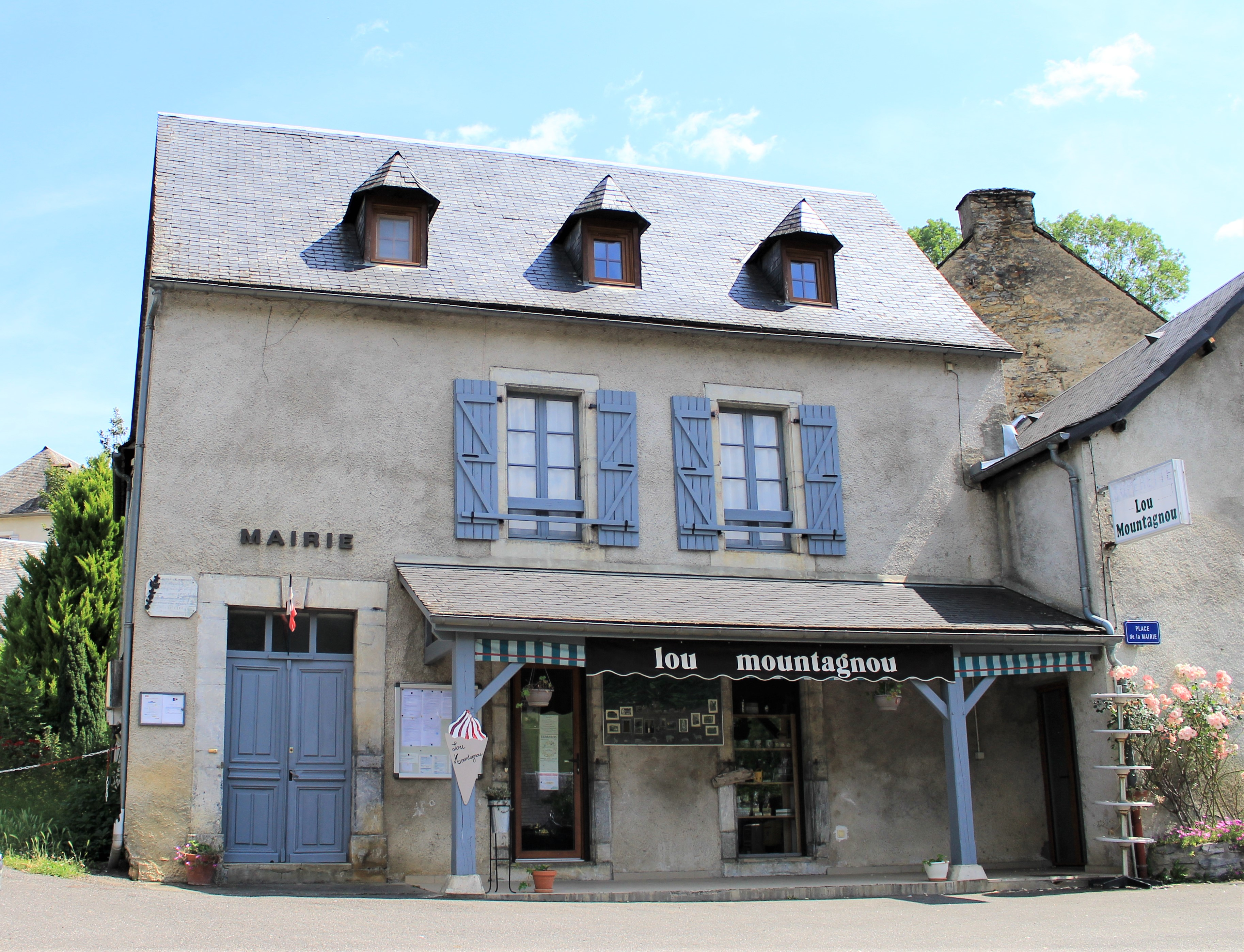
La mairie en 2022.

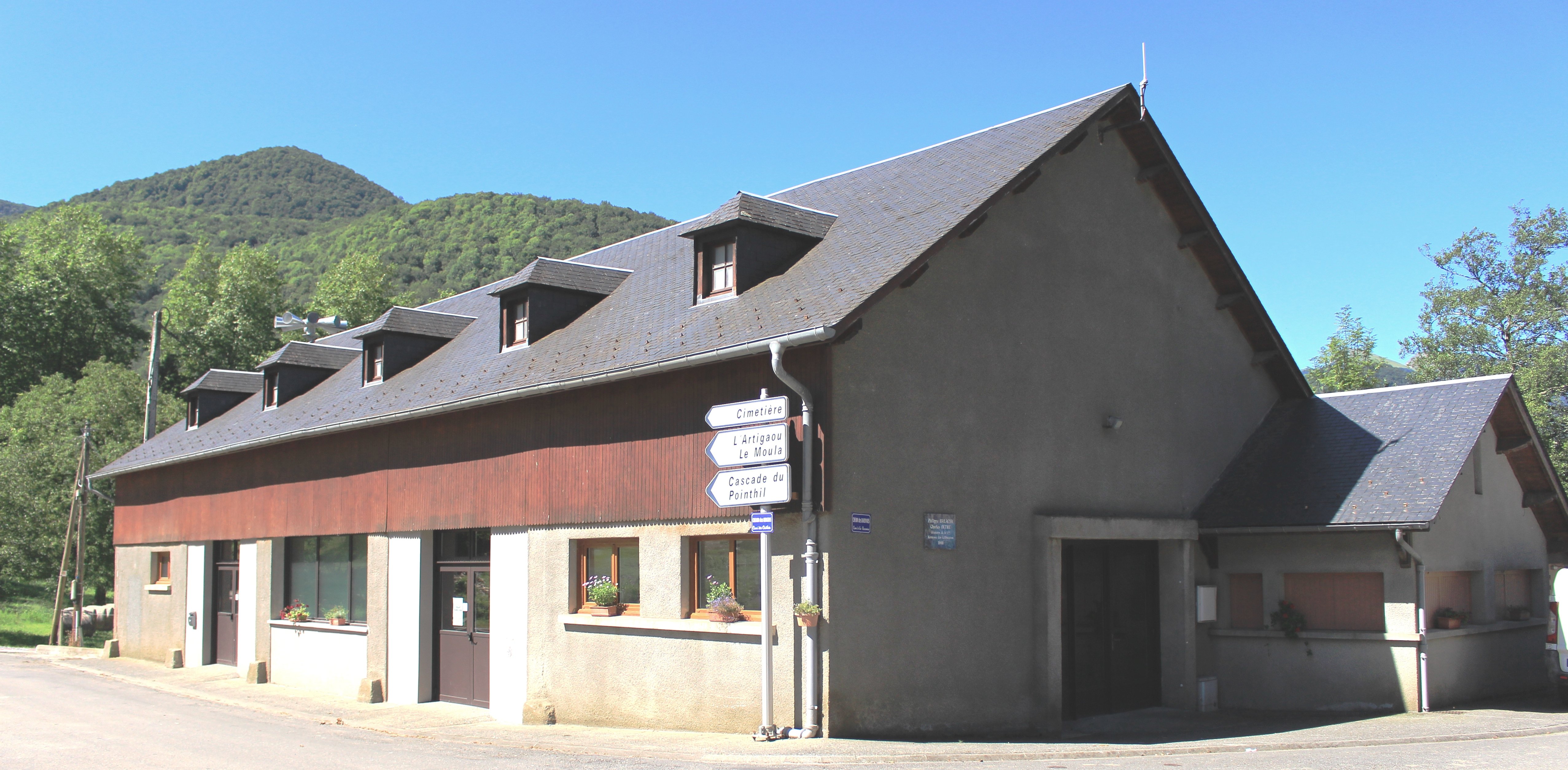
Le foyer rural en 2020.

### Liste des maires
| Période                                  | Période       | Identité         | Étiquette | Qualité |
| ---------------------------------------- | ------------- | ---------------- | --------- | ------- |
| Les données manquantes sont à compléter. |               |                  |           |         |
|                                          |               |                  |           |         |
| mars 1989                                | décembre 2006 | André Pène       | PCF       |         |
| décembre 2006                            | mars 2008     | Étienne Duthu    |           |         |
| mars 2008                                | en cours      | Jean-Marie Duthu |           |         |

### Rattachements administratifs et électoraux

#### Historique administratif
Sénéchaussée de Toulouse, élection d'Astarac, baronnie d'Esparros, canton de La Barthe-de-Neste (depuis 1790).

#### Intercommunalité
Esparros appartient à la communauté de communes du Plateau de Lannemezan Neste-Baronnies-Baïses créée en janvier 2017 et qui réunit 57 communes.

### Jumelages
- Plan (Huesca) (Espagne).

## Population et société

### Démographie

#### Évolution démographique

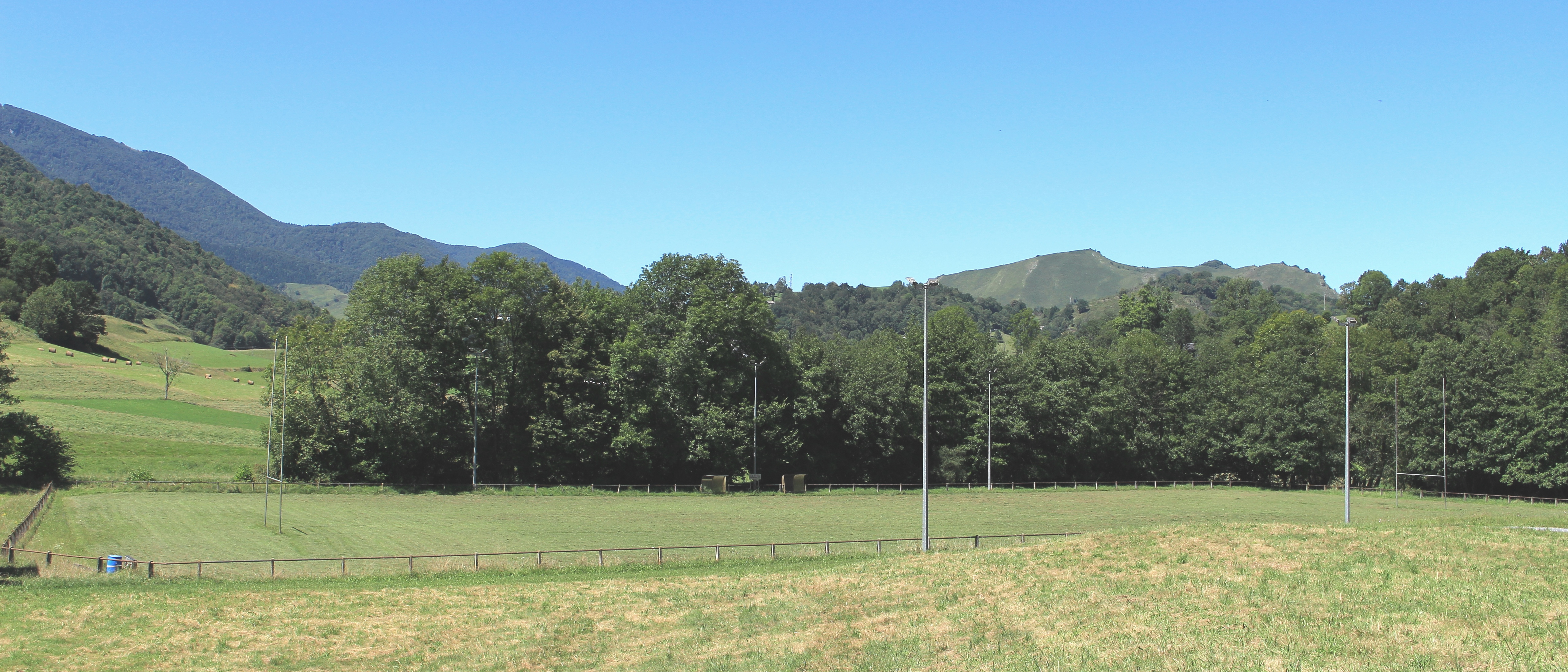
Le stade de la Ribère de rugby en 2020.

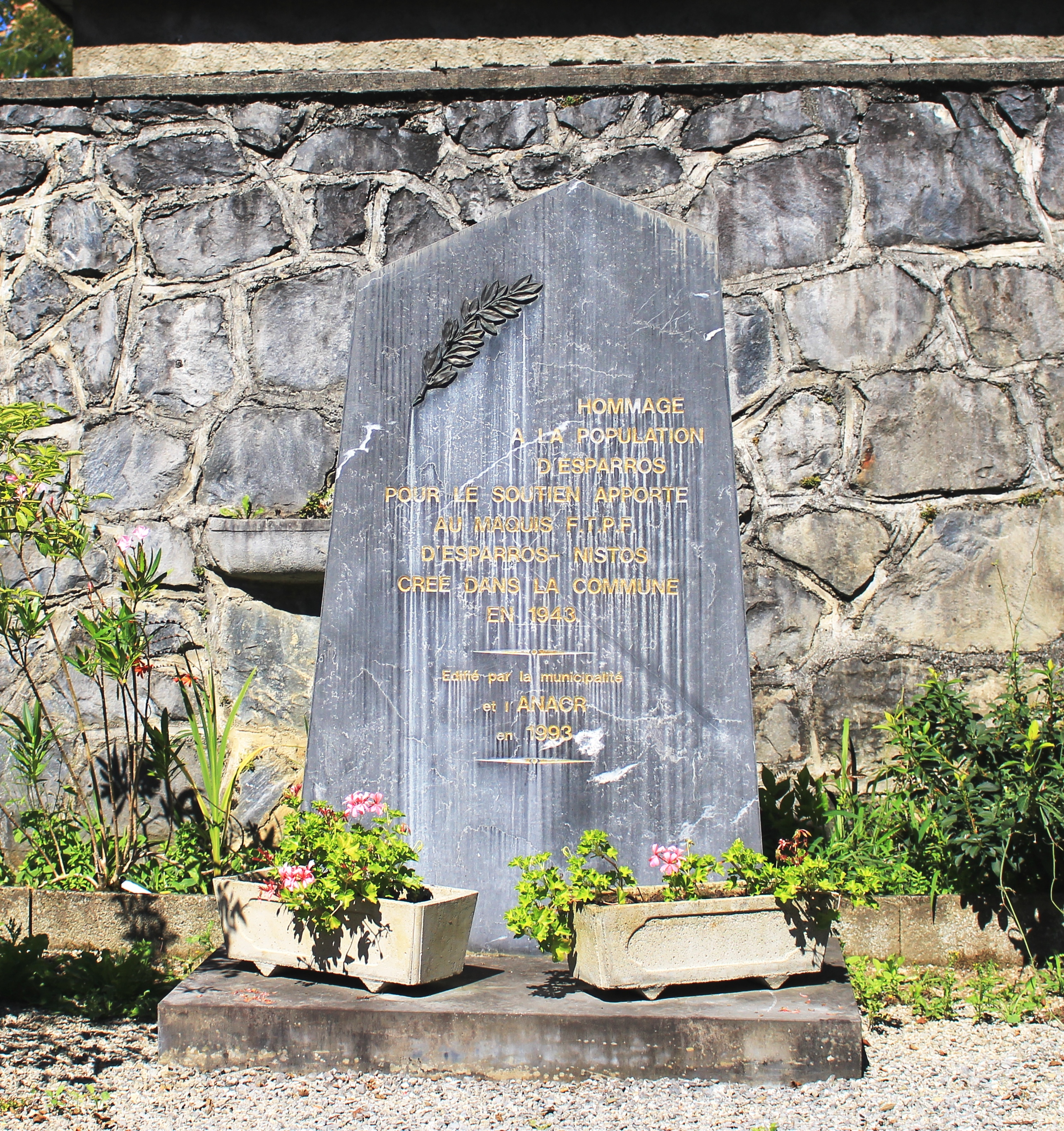
Le monument aux morts.

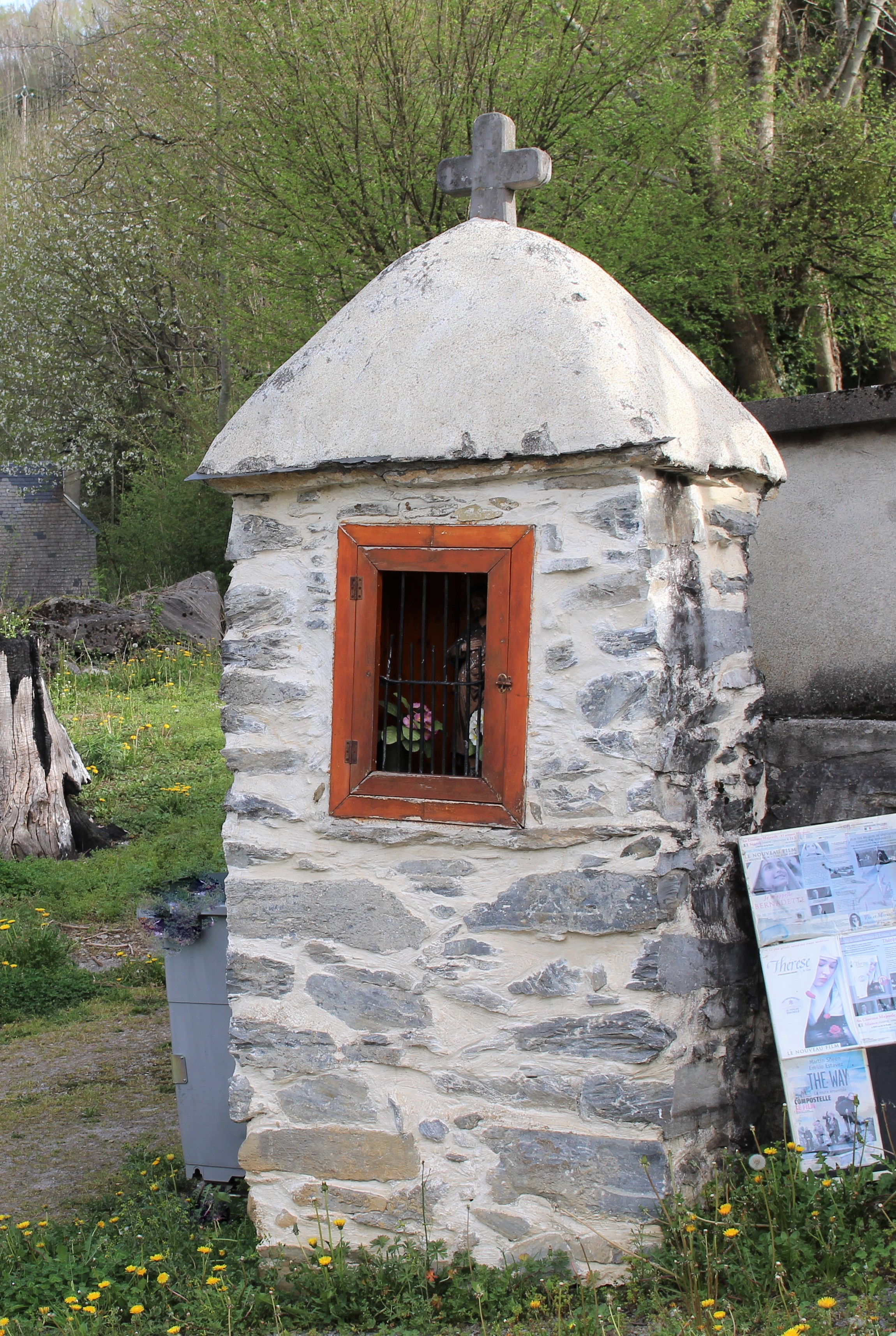
L'oratoire.

L'évolution du nombre d'habitants est connue à travers les recensements de la population effectués dans la commune depuis 1793. Pour les communes de moins de 10 000 habitants, une enquête de recensement portant sur toute la population est réalisée tous les cinq ans, les populations de référence des années intermédiaires étant quant à elles estimées par interpolation ou extrapolation. Pour la commune, le premier recensement exhaustif entrant dans le cadre du nouveau dispositif a été réalisé en 2006.

En 2022, la commune comptait 166 habitants, en évolution de −7,26 % par rapport à 2016 (Hautes-Pyrénées : +1,59 %, France hors Mayotte : +2,11 %).
| 1793 | 1800 | 1806 | 1821 | 1831 | 1836 | 1841 | 1846 | 1851 |
| ---- | ---- | ---- | ---- | ---- | ---- | ---- | ---- | ---- |
| 487  | 494  | 523  | 563  | 718  | 732  | 755  | 802  | 844  |

| 1856 | 1861 | 1866 | 1872 | 1876 | 1881 | 1886 | 1891 | 1896 |
| ---- | ---- | ---- | ---- | ---- | ---- | ---- | ---- | ---- |
| 783  | 788  | 781  | 770  | 735  | 762  | 713  | 734  | 649  |

| 1901 | 1906 | 1911 | 1921 | 1926 | 1931 | 1936 | 1946 | 1954 |
| ---- | ---- | ---- | ---- | ---- | ---- | ---- | ---- | ---- |
| 625  | 607  | 562  | 519  | 513  | 508  | 470  | 342  | 270  |

| 1962 | 1968 | 1975 | 1982 | 1990 | 1999 | 2006 | 2011 | 2016 |
| ---- | ---- | ---- | ---- | ---- | ---- | ---- | ---- | ---- |
| 244  | 232  | 202  | 211  | 192  | 194  | 177  | 161  | 179  |

| 2021 | 2022 | - | - | - | - | - | - | - |
| ---- | ---- | - | - | - | - | - | - | - |
| 173  | 166  | - | - | - | - | - | - | - |

### Enseignement
La commune dépend de l'académie de Toulouse. Elle dispose d’une école en 2017.
- École élémentaire.

### Sports
- Club de rugby.

## Économie

### Revenus
En 2018, la commune compte 91 ménages fiscaux, regroupant 176 personnes. La médiane du revenu disponible par unité de consommation est de 20 320 € (20 420 € dans le département).

### Emploi
|                | 2008  | 2013  | 2018   |
| -------------- | ----- | ----- | ------ |
| Commune        | 7,8 % | 6,4 % | 11,1 % |
| Département    | 7,7 % | 9,4 % | 9,8 %  |
| France entière | 8,3 % | 10 %  | 10 %   |

En 2018, la population âgée de 15 à 64 ans s'élève à 112 personnes, parmi lesquelles on compte 71,3 % d'actifs (60,2 % ayant un emploi et 11,1 % de chômeurs) et 28,7 % d'inactifs,. En  2018, le taux de chômage communal (au sens du recensement) des 15-64 ans est supérieur à celui de la France et du département, alors qu'il était inférieur à celui de la France en 2008.
La commune est hors attraction des villes,. Elle compte 37 emplois en 2018, contre 20 en 2013 et 25 en 2008. Le nombre d'actifs ayant un emploi résidant dans la commune est de 72, soit un indicateur de concentration d'emploi de 50,7 % et un taux d'activité parmi les 15 ans ou plus de 52,6 %.
Sur ces 72 actifs de 15 ans ou plus ayant un emploi, 26 travaillent dans la commune, soit 36 % des habitants. Pour se rendre au travail, 87,1 % des habitants utilisent un véhicule personnel ou de fonction à quatre roues, 1,4 % s'y rendent en deux-roues, à vélo ou à pied et 11,4 % n'ont pas besoin de transport (travail au domicile).

## Culture locale et patrimoine

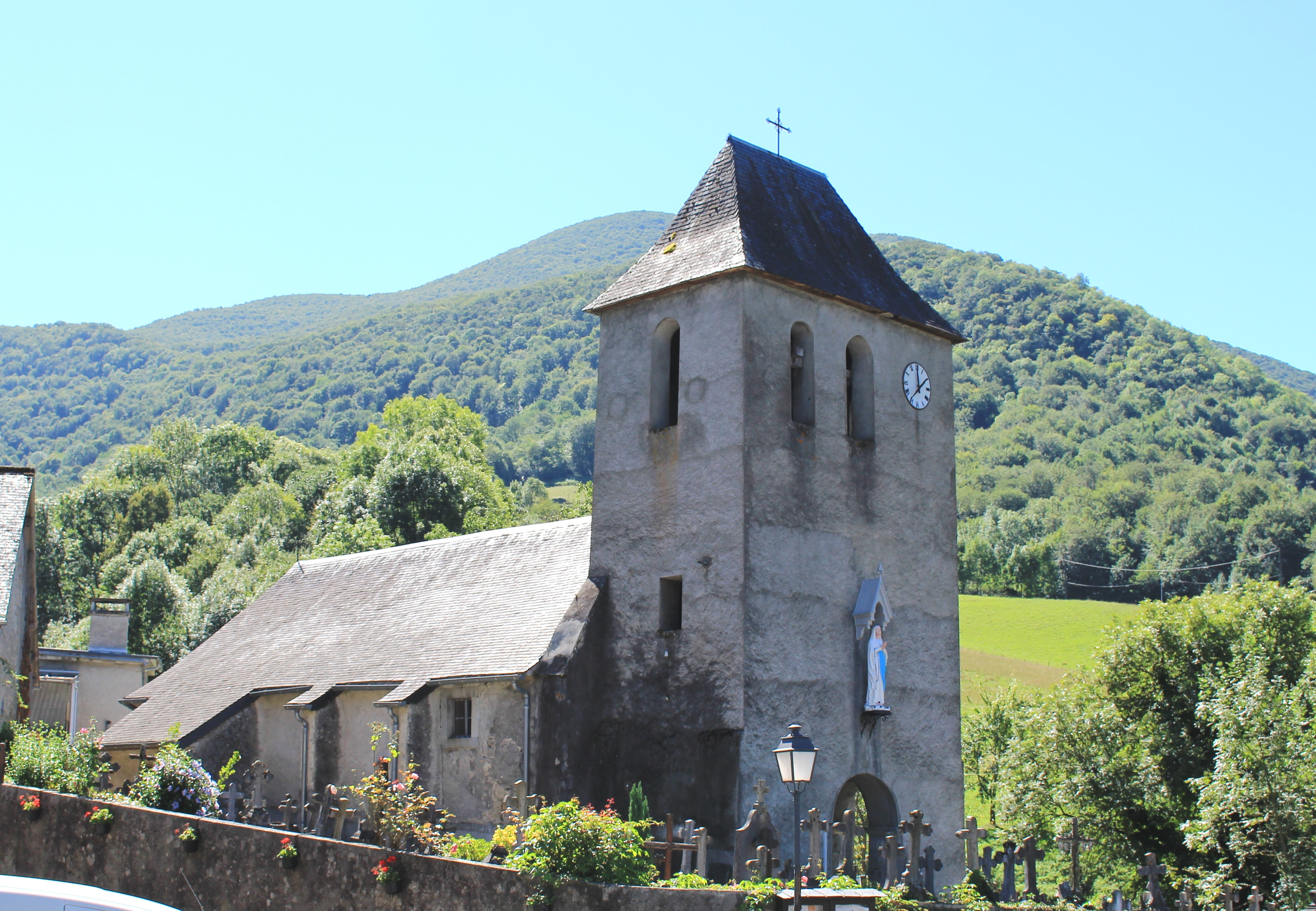
L'église de l'Assomption en 2020.

### Lieux et monuments
- Gouffre d'Esparros.
- Église de l'Assomption d'Esparros.
- Moulin de la Ribère.
- Lavoirs.

Images des lavoirs municipaux
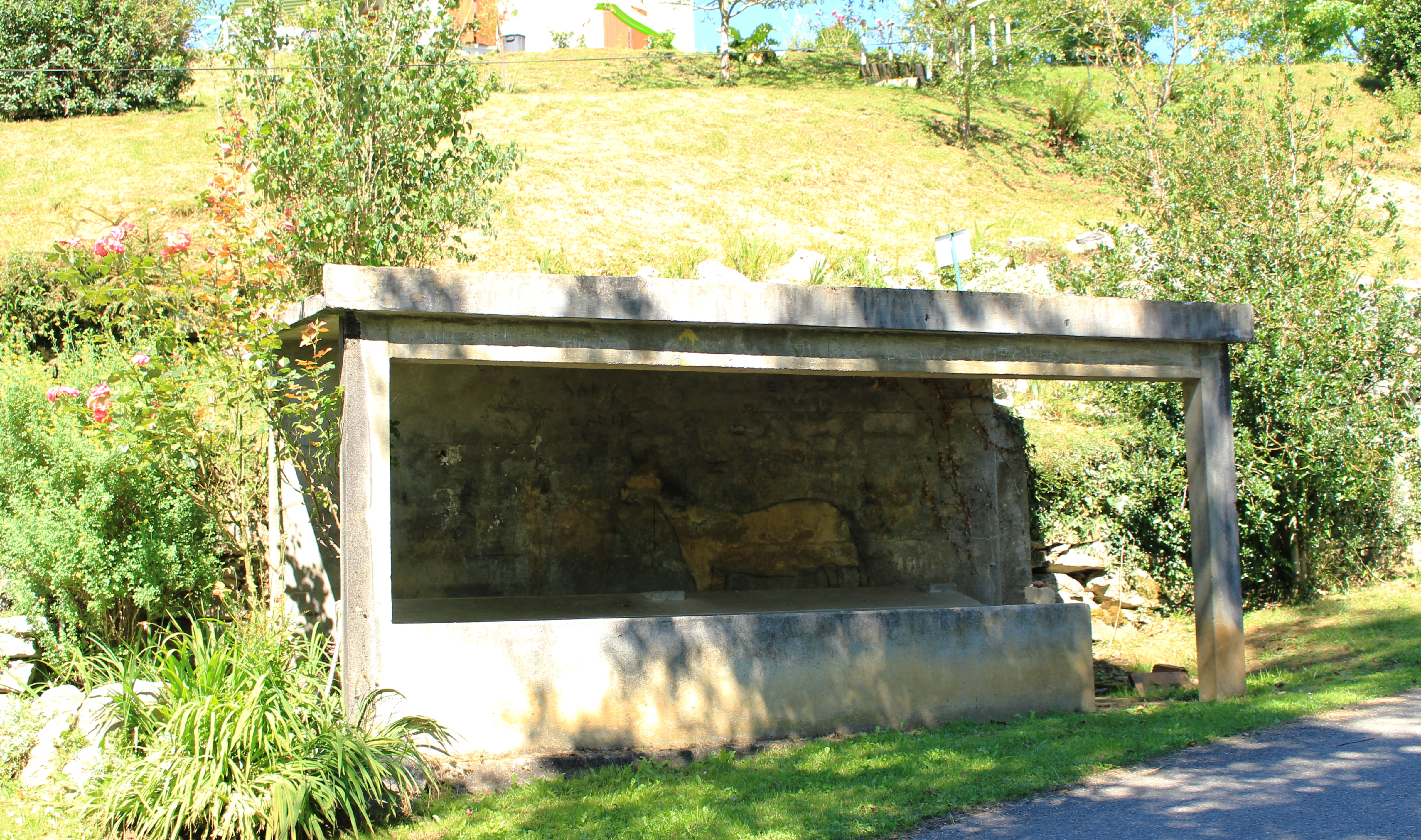
Le lavoir de Lahosse.
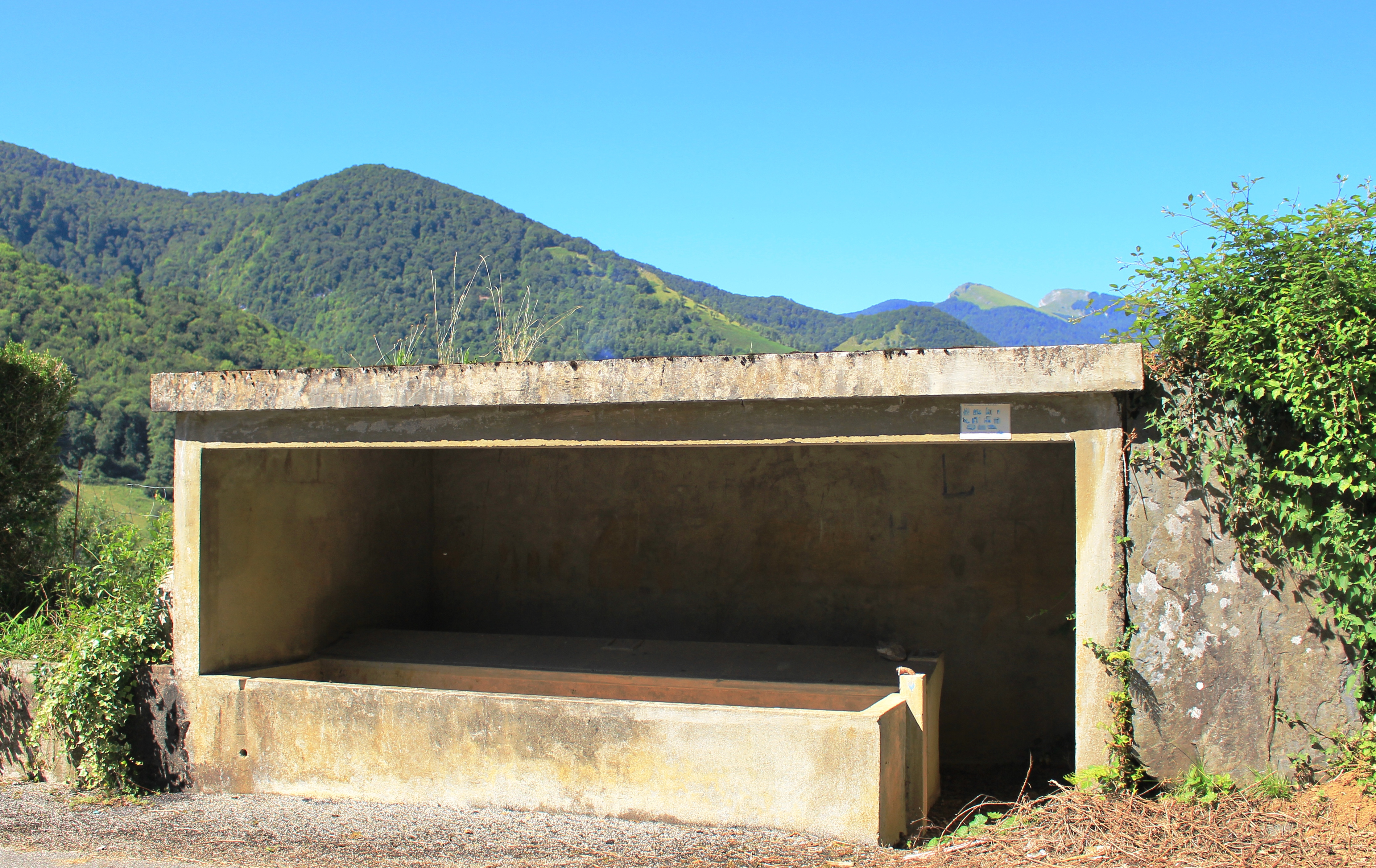
Le lavoir d'Aragnouet.
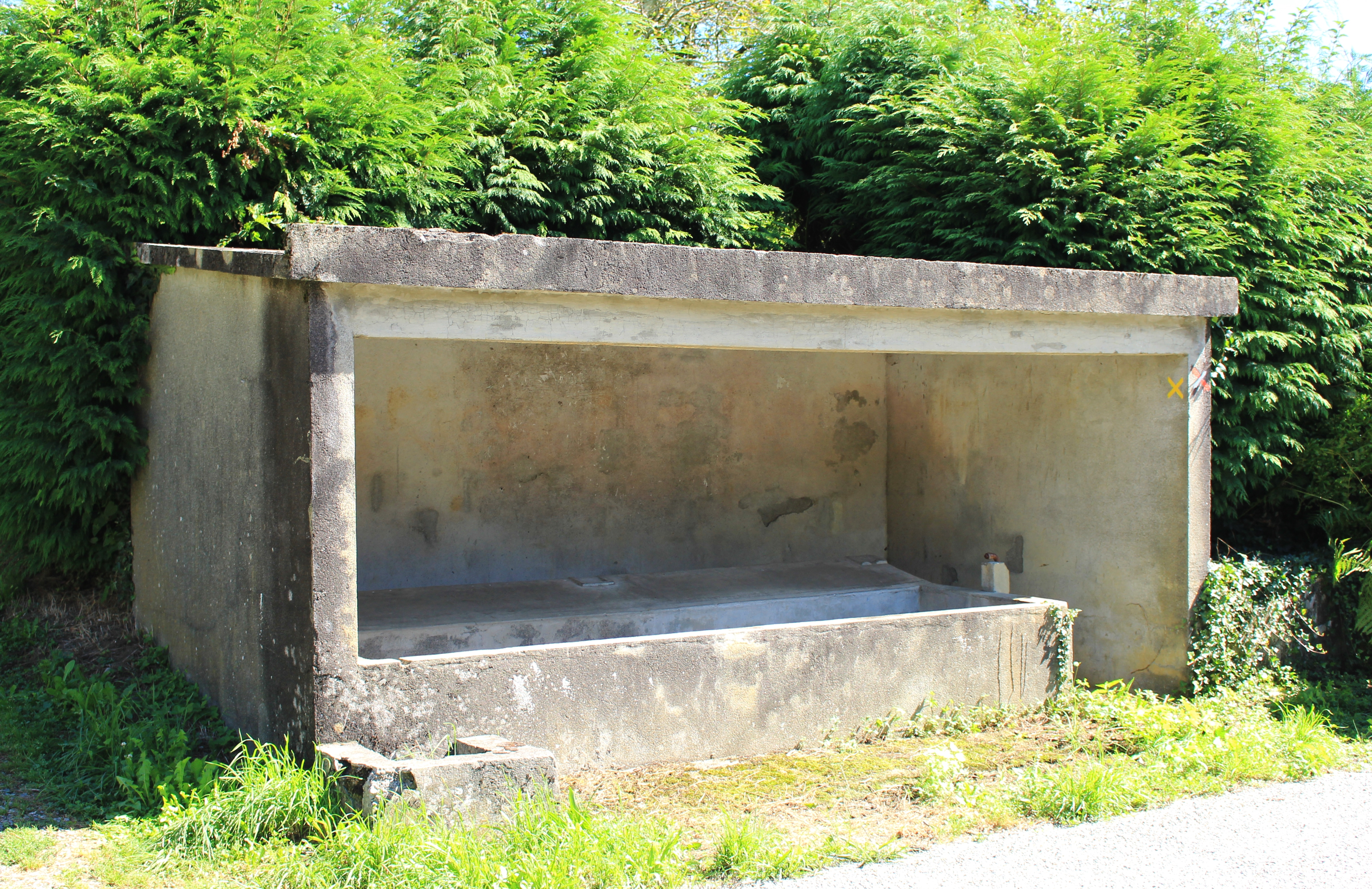
Le lavoir de Momé.
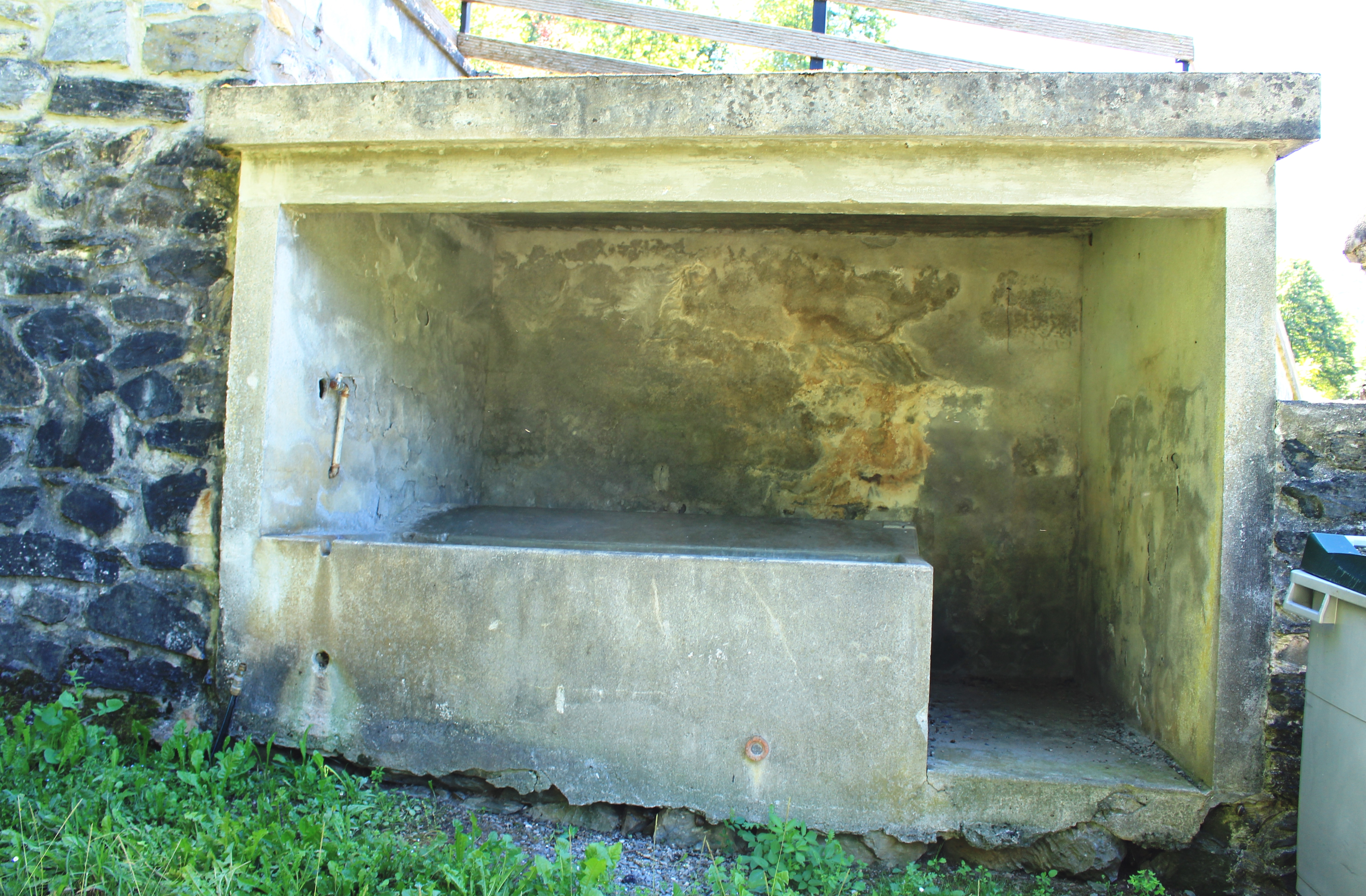
Le lavoir de Masséagou.

### Personnalités liées à la commune
- André de Foix, seigneur d'Esparros.

### Héraldique
| Blason de Esparros | Blason  | Parti de gueules à deux lions d'or l'un sur l'autre, et d'azur à deux lévriers de gueules* colletés et bouclés d'or, passant l'un sur l'autre.   |
| Blason de Esparros | Détails | * Il y a là non-respect de la règle de contrariété des couleurs : ces armes sont fautives (gueules sur azur, absolument interdit en héraldique). |